# Sargé-sur-Braye
Sargé-sur-Braye là một xã thuộc tỉnh Loir-et-Cher trong vùng Centre-Val de Loire miền trung nước Pháp.